# Consejo Provincial de Coordinación con el Sistema Universitario y Científico
El Consejo Provincial de Coordinación con el Sistema Universitario y Científico fue creado por el gobernador de la provincia de Buenos Aires Axel Kicillof mediante el decreto N°122/2020 y en la actualidad es dirigido por Juan Ignacio Brardinelli.
Este organismo tiene la función de articular las capacidades de las instituciones del ámbito universitario y científico con asiento en la provincia de Buenos Aires con la Administración Pública provincial, asesorando y tomando intervención en los siguientes asuntos: 
- Procesos de diseño, implementación, supervisión y evaluación de las políticas públicas provinciales, en las distintas áreas de gobierno;
- Desarrollo social, productivo, ambiental, de salud, educativo;
- Agenda de desarrollo que fomente la transferencia tecnológica para la solución de problemáticas provinciales;
- Procesos tendientes al desarrollo, la garantía de los derechos y el fortalecimiento institucional;
- Procesos de integración regional.